# Parc national du lac Manyara
Le parc national du lac Manyara est un parc national du Nord de la Tanzanie. Son entrée principale est située à 120 km de la ville d'Arusha, non loin de la petite ville de Mto wa mbu.

## Histoire
C'est le géographe autrichien Oscar Baumann qui signale le premier l'existence des lacs Manyara et Eyasi lors de son expédition de 1890-92. Une toute petite activité touristique commence à se développer à partir de la fin des années 1940 et le parc national est fondé en 1960.
Les années 1980, marquées par un décollage du tourisme, sont catastrophiques pour la population d'éléphants du parc, victimes du braconnage. Leur nombre passe de 613 en 1981 à tout juste 150 en 1990.

## Géographie
Le parc est de petite taille, 325 km², et en saison humide plus des 2/3 sont recouverts par le lac Manyara. Les années les plus sèches, le lac peut s'assécher complètement, ce fut par exemple le cas en 1961 et en 2004. Le parc se présente comme une bande de terre allongée, de 50 km de long environ, coincée entre le horst occidental du grand rift et le lac. L'espace entre le lac et la falaise haute de 600 mètres est très réduit, autour de 4 km à l'extrémité nord du parc, pas plus de quelques centaines de mètres au sud.
L'altitude varie entre 960 mètres et plus de 1 600 mètres.

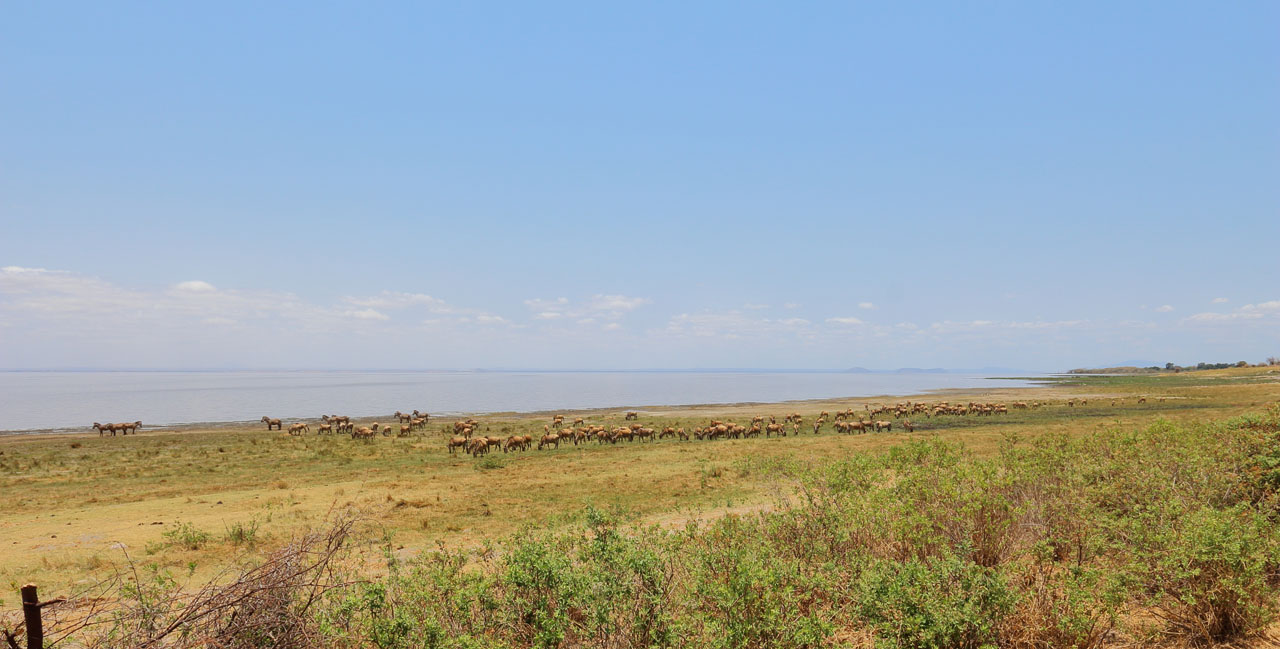
Gnous et zèbres sur les berges du Lac Manyara, Tanzanie

## Flore
En raison de la présence du Rift, de la présence localisée de nombreuses sources permanentes et des variations d'altitude considérables en quelques kilomètres, la flore est particulièrement variée. L'extrême nord du parc est couvert d'une forêt tropicale dense, alors que plus au sud la forêt devient plus clairsemée et à proximité immédiate du lac disparait pour laisser la place à des prairies ou des marécages.

## Faune
La faune est particulièrement diverse et variée en raison de la grande diversité des biotopes. La forêt tropicale est le territoire des singes, dont la concentration est l'une des plus élevées au monde. Les babouins sont omniprésents, évoluant parfois en colonies de plusieurs centaines d'animaux. Les singes verts et singes bleus y sont également abondants.
Les zones de forêts plus clairsemées et les prairies abritent la faune est-africaine traditionnelle : troupeaux de buffles, girafes et éléphants entre autres. Parmi les prédateurs, les lions se sont adaptés à un environnement très boisé et passent le plus clair de leur temps dans les arbres.
Le lac est un sanctuaire majeur pour les oiseaux. Le parc abrite plus de 400 espèces d'oiseaux différentes, dont d'imposantes colonies de flamants roses et de cigognes. Néanmoins, les populations de flamants ont été décimées au cours de l'été 2004, vraisemblablement à la suite de la prolifération de cyanobactéries toxiques.
|  |  |